# Iglesia de Santa Eugenia (Villegas)
La iglesia de Santa Eugenia es una iglesia situada en la localidad de Villegas, provincia de Burgos, España, declarada bien de interés cultural el 21 de noviembre de 1991.

## Descripción
La iglesia de Santa Eugenia se encuentra en el centro del núcleo de Villegas, en su Plaza Mayor; está construida sobre otra románica que se cayó a finales del siglo XI o principios del XII, construyéndose la actual en los siglos XV y XVI. 
La iglesia es de tres naves con cabecera poligonal. A los pies, la torre destacada de las naves con dos anexos, uno conteniendo la escalera de caracol de acceso a la torre y otro con la pila bautismal. Adosado a la cabecera está la sacristía y una pequeña capilla lateral, a modo de anexo. En su interior destacan las bóvedas y, en especial, la bóveda central del último tramo antes de la cabecera, cuyos nervios se encuentran desplazados con la direccionalidad de una de sus diagonales. La torre tiene en su exterior un arco apuntado con una portada gótica (siglo XIV) y ventanas apuntadas (siglo XV). Dentro se desarrolla un coro isabelino con una barandilla trabajada en dibujos como los de las bóvedas, al que se accede por una escalinata apoyada a los pies de la nave lateral y bajo la que se desarrolla el anexo con la pila bautismal. Los pilares los componen grandes machones de piedra con pilastras adosadas cilíndricas en prolongación de los arcos de descarga de división entre naves. 
Toda la iglesia, en su interior, se encuentra encalada en blanco, destacándose con un color ocre amarillento los nervios de las bóvedas y sus prolongaciones en pilares, pilastras y arcos de descarga. La portada lateral es románica y sobre ella destacan matacanes. Es de destacar el aspecto defensivo que ofrece su exterior, en sus muros principalmente, con estilo y sentido castrense. Destacan en su interior el extraordinario retablo dedicado a Santa Eugenia por Domingo de Avilens, un púlpito de piedra, un Cristo en una nave lateral, un altarcillo de ocho tablas castellanas, una pila bautismal románica y una custodia oval de planta dorada con efigies bajo doseletes.